# باتوچینا
باتوچینا (به صربی: Batočina) یک شهرستان در صربستان است که در ناحیه شومادئیا واقع شده‌است. باتوچینا ۱۱۱ متر بالاتر از سطح دریا واقع شده‌است.